# Auterive (Gers)
Auterive é uma comuna francesa na região administrativa de Occitânia, no departamento de Gers. Estende-se por uma área de 10,79 km². Em 2010 a comuna tinha 535 habitantes (densidade: 49,6 hab./km²).